# Coleonyx brevis
El gecko bandeado de Texas (Coleonyx brevis) es una especie de gecko nativo del suroeste de los Estados Unidos y el norte de México.

## Descripción

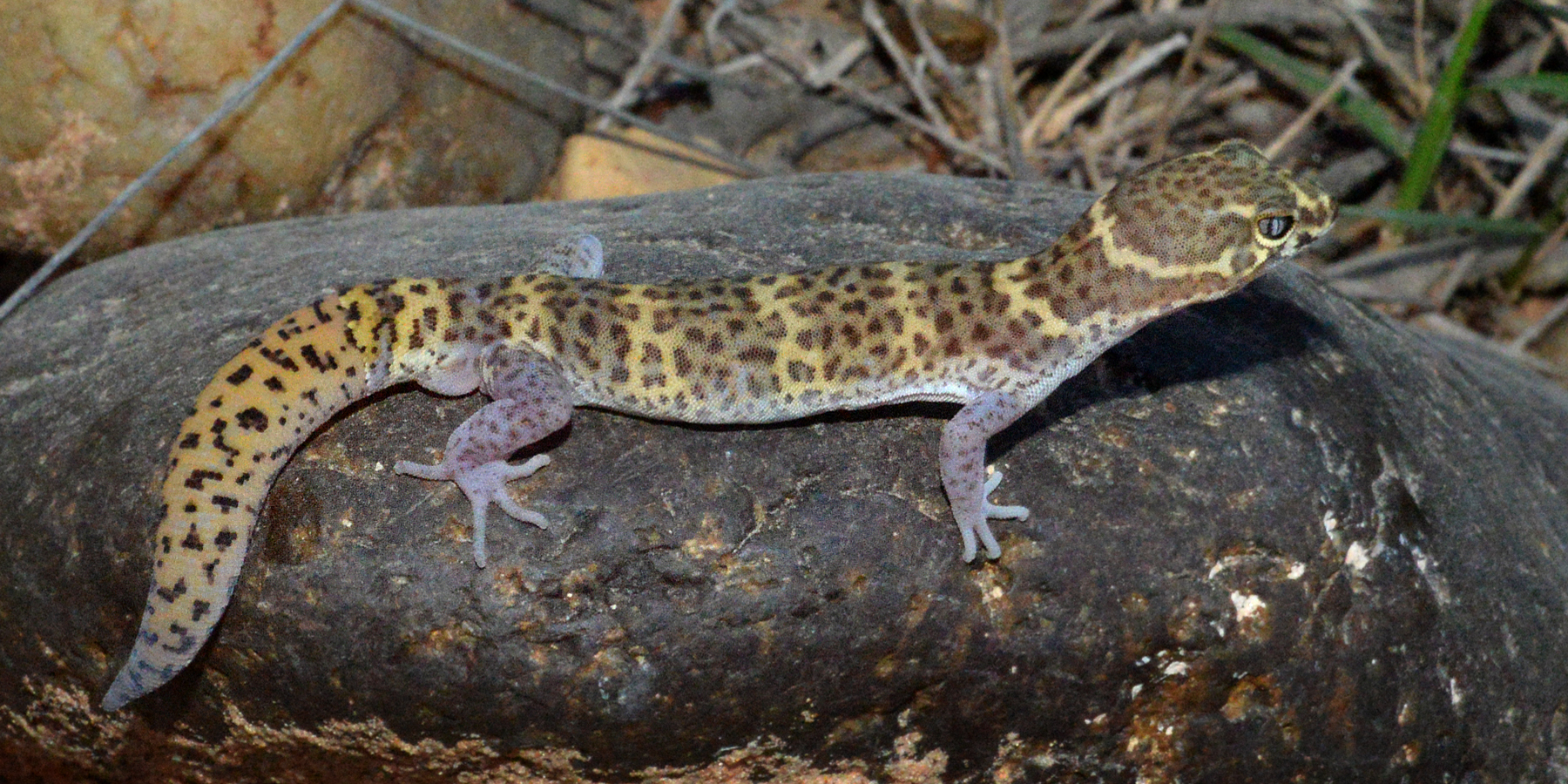
Gecko de bandas de Texas (Coleonyx brevis), condado de Webb, Texas, EE. UU. (10 de junio de 2016).

Los geckos bandeados de Texas son pequeños lagartos terrestres que rara vez superan 10 cm (4 plg) de longitud. [cita requerida] Tienen bandas alternas de color amarillo y marrón o rosa a lo largo de su cuerpo, generalmente con manchas negras en las bandas y, a veces, con distintos grados de manchado negro. Las crías y los juveniles muestran un patrón de bandas el cual presenta un mayor número de manchas a medida que el gecko se convierte en adulto.

## Distribución
Se les encuentra en el oeste de Texas y en el sureste de Nuevo México, Estados Unidos; también en Chihuahua, Coahuila, Nuevo León y Durango en México. Estos Prefieren hábitats semiáridos y a menudo se los encuentra alrededor de cañones.[cita requerida]

## Comportamiento
Principalmente nocturnos y carnívoros, consumirán casi cualquier tipo de pequeños artrópodos. Son capaces de producir ruidos estridentes, generalmente cuando se sienten amenazados. La reproducción ocurre a finales de la primavera y ponen de uno a dos huevos, que son sorprendentemente grandes en relación con el tamaño del gecko.[cita requerida]

## En cautiverio
Los geckos bandeados de Texas no se encuentran muy a menudo en cautiverio, pero debido a su pequeño tamaño y naturaleza dócil, pueden ser puestos en cautiverio. Además no poseen ningún estatus de conservación particular.[cita requerida]